# Ken Caillat
Ken Caillat (12 agosto 1946) è un produttore discografico statunitense.
Ha lavorato con artisti quali Billy Idol, Frank Sinatra, Pat Benatar, Wilson Phillips, The Beach Boys, Christine McVie, Herbie Hancock, Alice Cooper e David Becker Tribune.
Ha prodotto, fra gli altri, l'album Rumours dei Fleetwood Mac, che nel 1978 si è aggiudicato il Grammy Award all'album dell'anno.
È il padre della cantautrice americana di fama mondiale Colbie Caillat, di cui ha co-prodotto tutti gli album.